# Johanna Marie Jakob
Johanna Marie Jakob ist das Pseudonym der deutschen Schriftstellerin Simone Knodel (* 20. Mai 1962 in Bleicherode).

## Leben
Nach dem Abschluss der Polytechnischen Oberschule studierte Knodel von 1978 bis 1982 Pädagogik, Physik und Mathematik in Erfurt. Neben ihrer Tätigkeit als Lehrerin an einem Nordthüringer Gymnasium absolvierte sie von 2001 bis 2004 ein Fernstudium der Belletristik an der Schule des Schreibens in Hamburg. Knodel veröffentlicht seit 2001 Kurzgeschichten und historische Romane. Sie ist Mitglied des Thüringer Schriftstellerverbandes (VS).

## Werke (Auswahl)
- Adelheid von Lare. Historischer Roman um die Stifterin des Klosters Walkenried. amicus 2004, THK-Verlag Arnstadt 2023, ISBN 3-935660-31-6 (als Simone Knodel).
- Radegunde von Thüringen. Historischer Roman. Amicus, Föritz 2008, ISBN 3-939465-35-6 (als Simone Knodel – 3. Aufl.: THK-Verlag, Arnstadt 2023).
- Das Geheimnis der Äbtissin. Roman. Droemer Knaur, München 2012, ISBN 978-3-426-50951-7.
- Das Erbe der Äbtissin. Roman. Droemer Knaur, München 2015, ISBN 978-3-426-51586-0.
- Inhalt: Äußerst bedenklich. Tasten & Typen, Bad Tabarz 2017, ISBN 978-3-945605-26-4.
- Unheimlich weihnachtlich! Böse Geschichten aus Thüringen. Wartberg-Verlag, Gudensberg-Gleichen 2021, ISBN 978-3-8313-3013-3.
- INDRISTA - Vermächtnis des Amuletts, Digital Pioniere, Hildesheim 2024, ISBN 978-3-911593-00-7